# وحيد الدين إشسوار
وحيد الدين إشسوار (بالتركية: Vahdettin İşsever)‏ (مواليد 7 أغسطس 1968) هو ملاكم تركي، مثّل بلاده في الألعاب الأولمبية الصيفية 1996.

## روابط خارجية
- وحيد الدين إشسوار على موقع أوليمبيديا (الإنجليزية)